# Bernhard Aubin
Bernhard Carl Hermann Aubin (* 13. November 1913 in Düsseldorf; † 24. Oktober 2005 in Saarbrücken) war ein deutscher Rechtswissenschaftler. Er wirkte unter anderem als ordentlicher Professor für Deutsches und Vergleichendes Privatrecht.
Der Sohn von Vera Aubin, geborene Webner († 1969), und des Historikers Hermann Aubin studierte an den Universitäten von Münster, Breslau und Bonn. Im Sommersemester 1936 wurde er Mitglied im Bonner Kreis.  Im Jahr 1945 heiratete er Hanneline Bach. Bernhard Aubin war von 1947 bis 1951 wissenschaftlicher Referent am Max-Planck-Institut für ausländisches und internationales Privatrecht. 1951 wurde der zum Dr. jur. Promovierte zum beamteten außerordentlichen Professor an der Universität Lausanne ernannt. 1957 folgte er einem Ruf als ordentlicher Professor für Internationales Privatrecht an die Universität des Saarlandes in Saarbrücken. Zugleich war er von 1957 bis 1982 Direktor des Universitätsinstituts für Europäisches Recht und von 1958 bis 1961 Direktor des Europa-Instituts Saarbrücken. 1959 wurde er korrespondierendes Mitglied des Instituts für Vergleichendes Recht in Barcelona. Er war zudem korrespondierendes Mitglied des Griechischen Instituts für internationales und ausländisches Recht in Athen und Ehrenmitglied der Gesellschaft für Rechtsvergleich. Ihm wurde die Ehrenmedaille der Deutschen UNESCO-Kommission, der er als Mitglied angehörte, und das Große Verdienstkreuz der Bundesrepublik Deutschland verliehen. 1982 wurde er emeritiert.